# G7 del 2024
Il 50º vertice del G7 si è svolto dal 13 al 15 giugno 2024 in Italia, nel comune di Fasano, in provincia di Brindisi, presso il resort Borgo Egnazia.
Il vertice è stato presieduto da Giorgia Meloni, Presidente del Consiglio dei ministri della Repubblica Italiana, e ha visto anche la partecipazione di Papa Francesco.

## Partecipanti

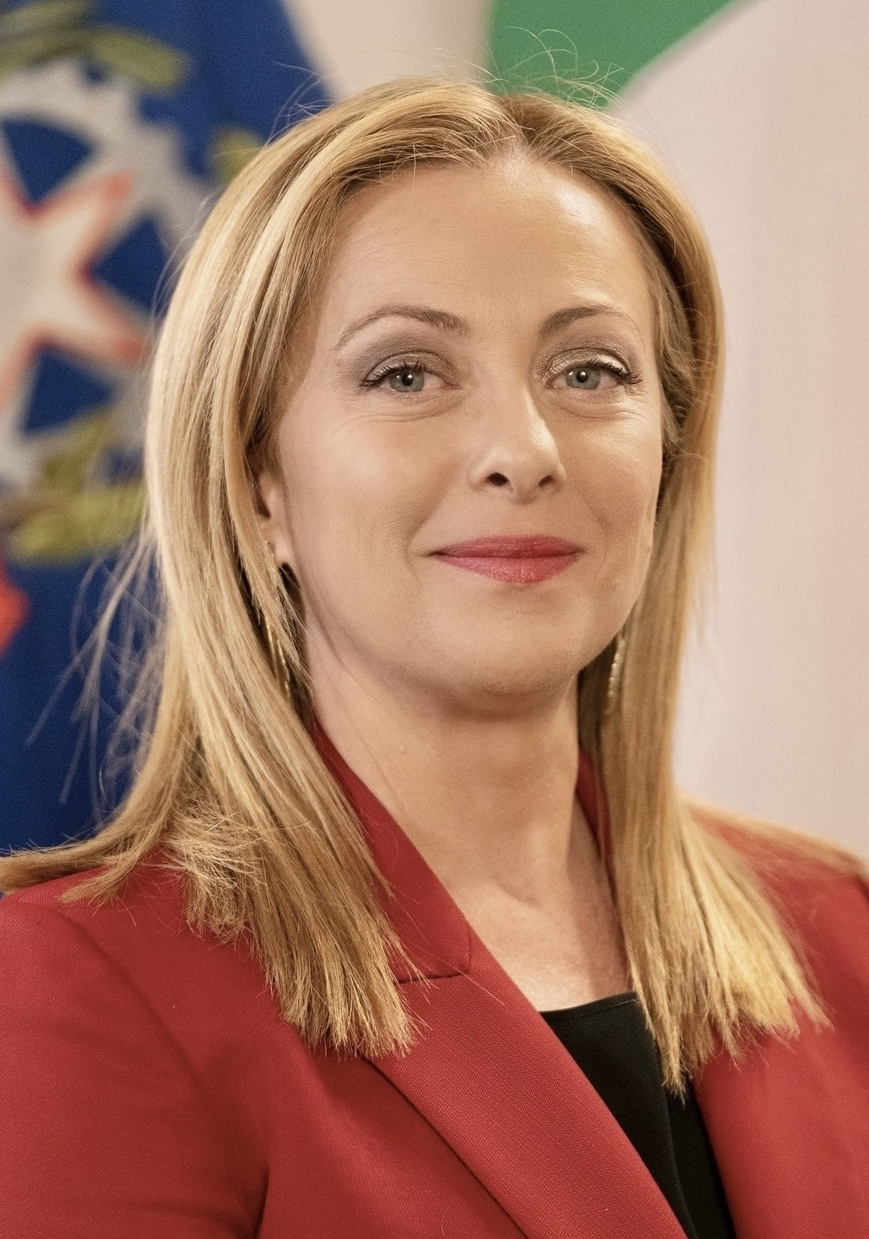
ITA Giorgia Meloni, Presidente del Consiglio
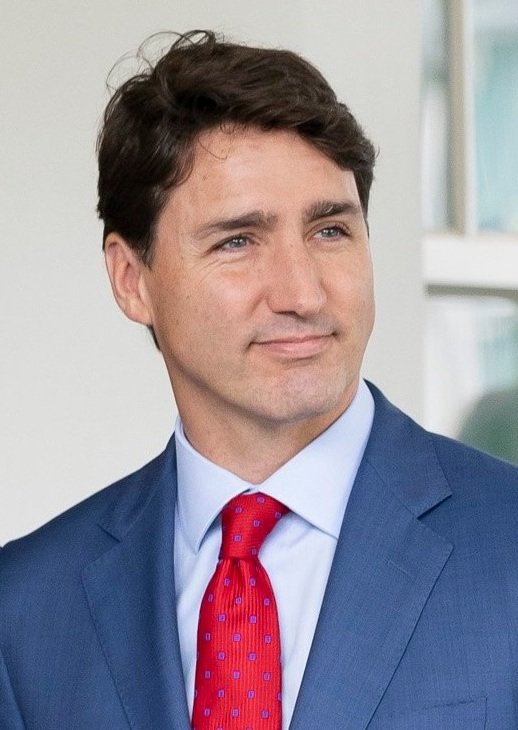
CAN Justin Trudeau, Primo ministro
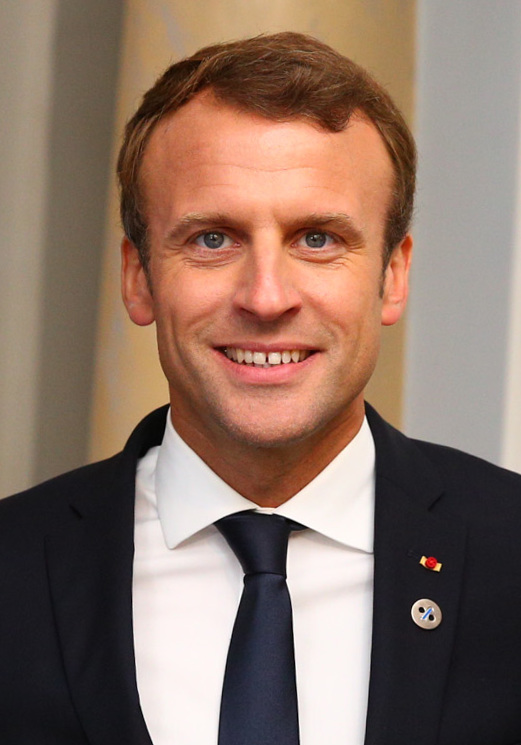
FRA Emmanuel Macron, Presidente
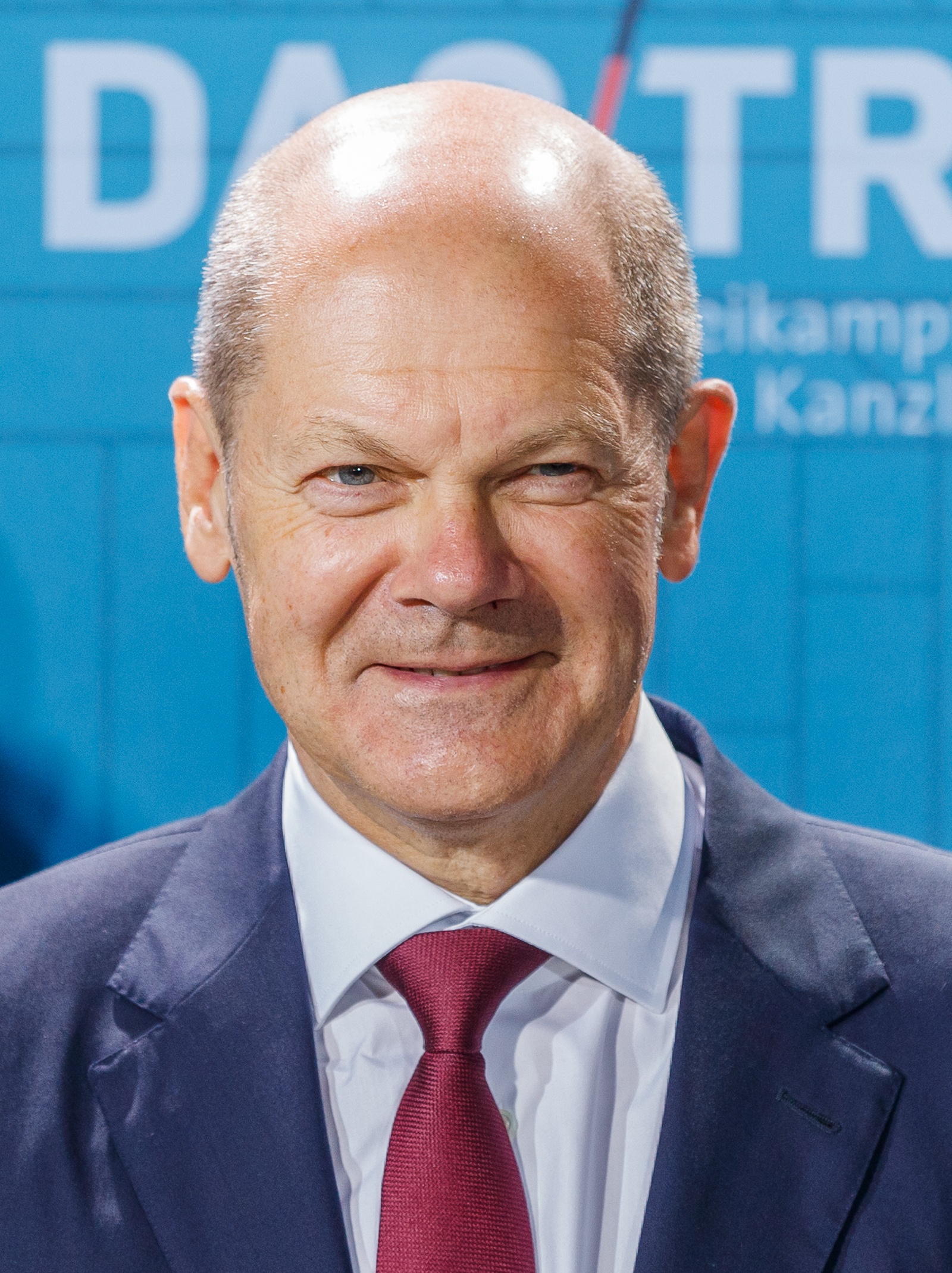
DEU Olaf Scholz, Cancelliere
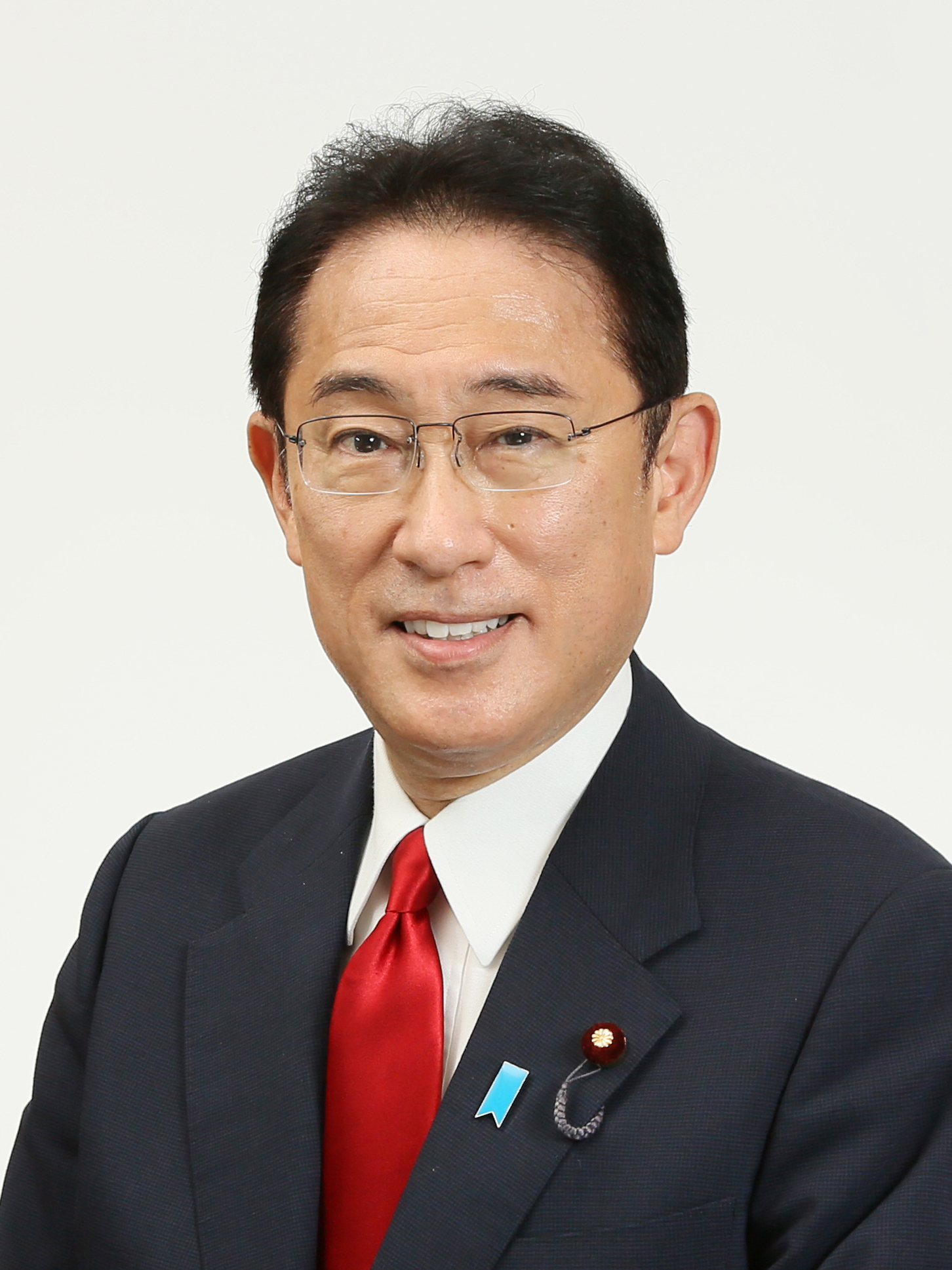
JPN Fumio Kishida, Primo ministro
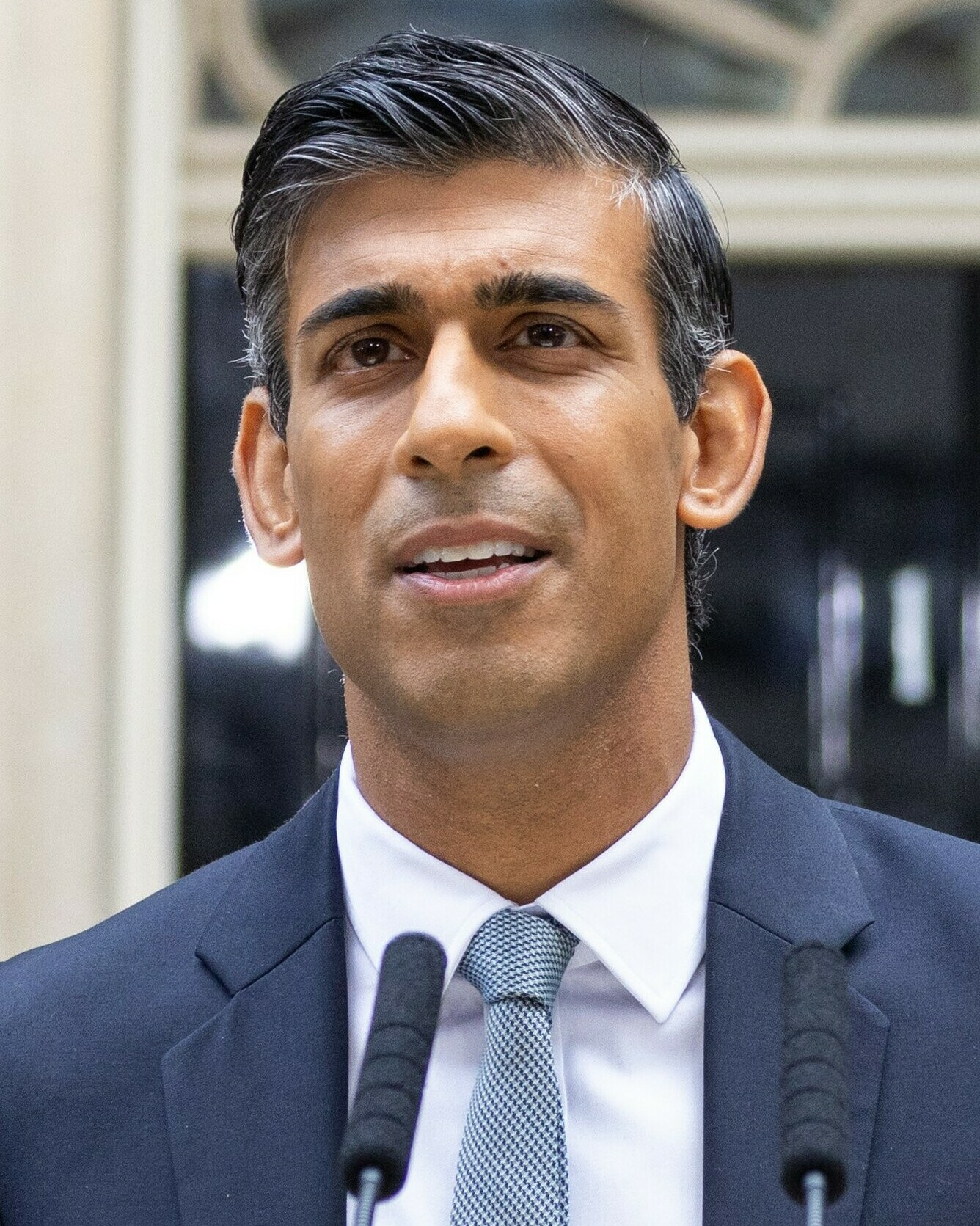
GBR Rishi Sunak, Primo ministro
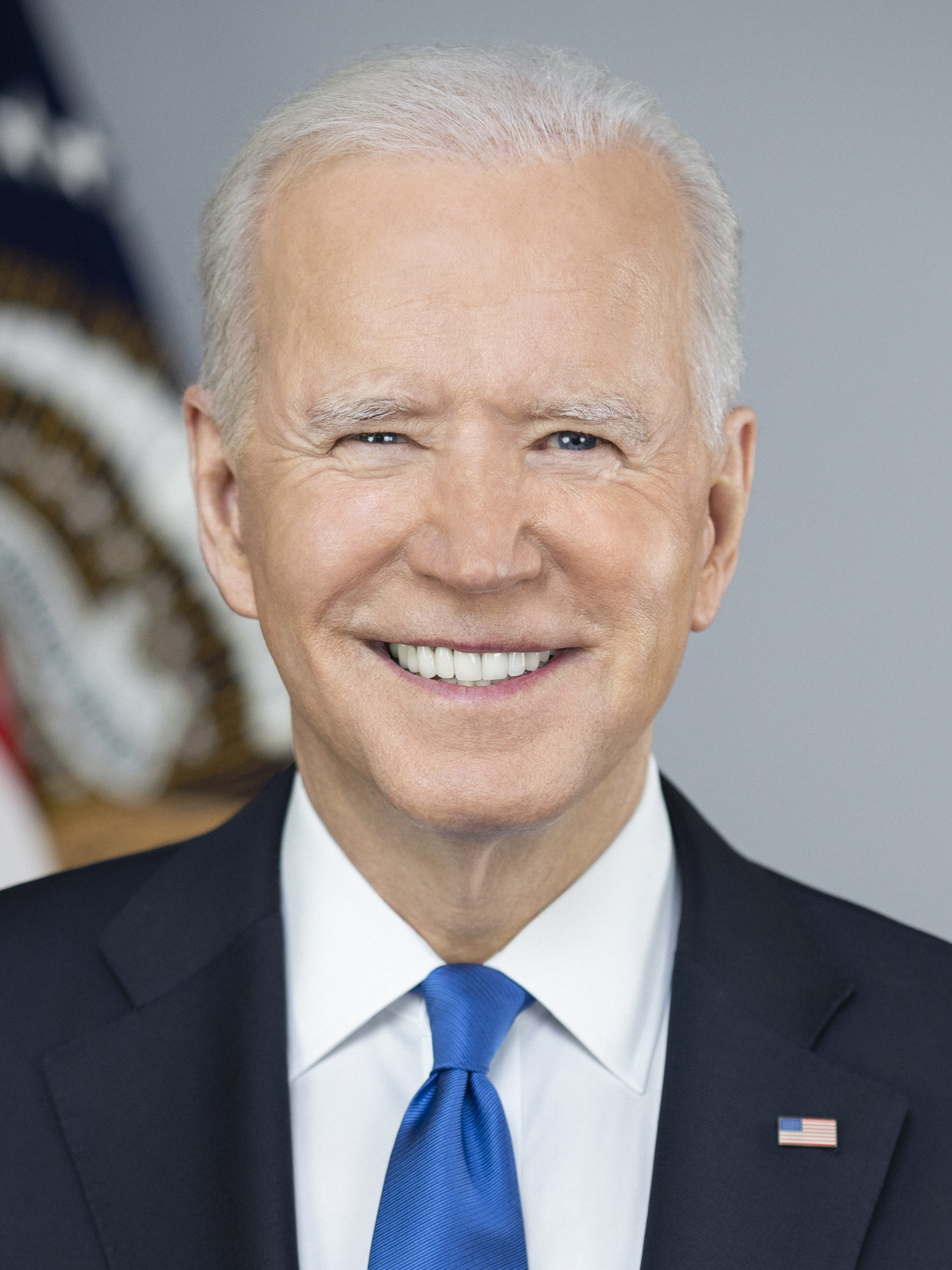
USA Joe Biden, Presidente
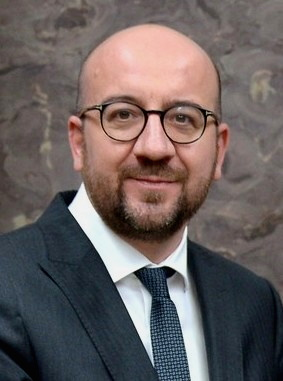
' Charles Michel, Presidente del Consiglio europeo
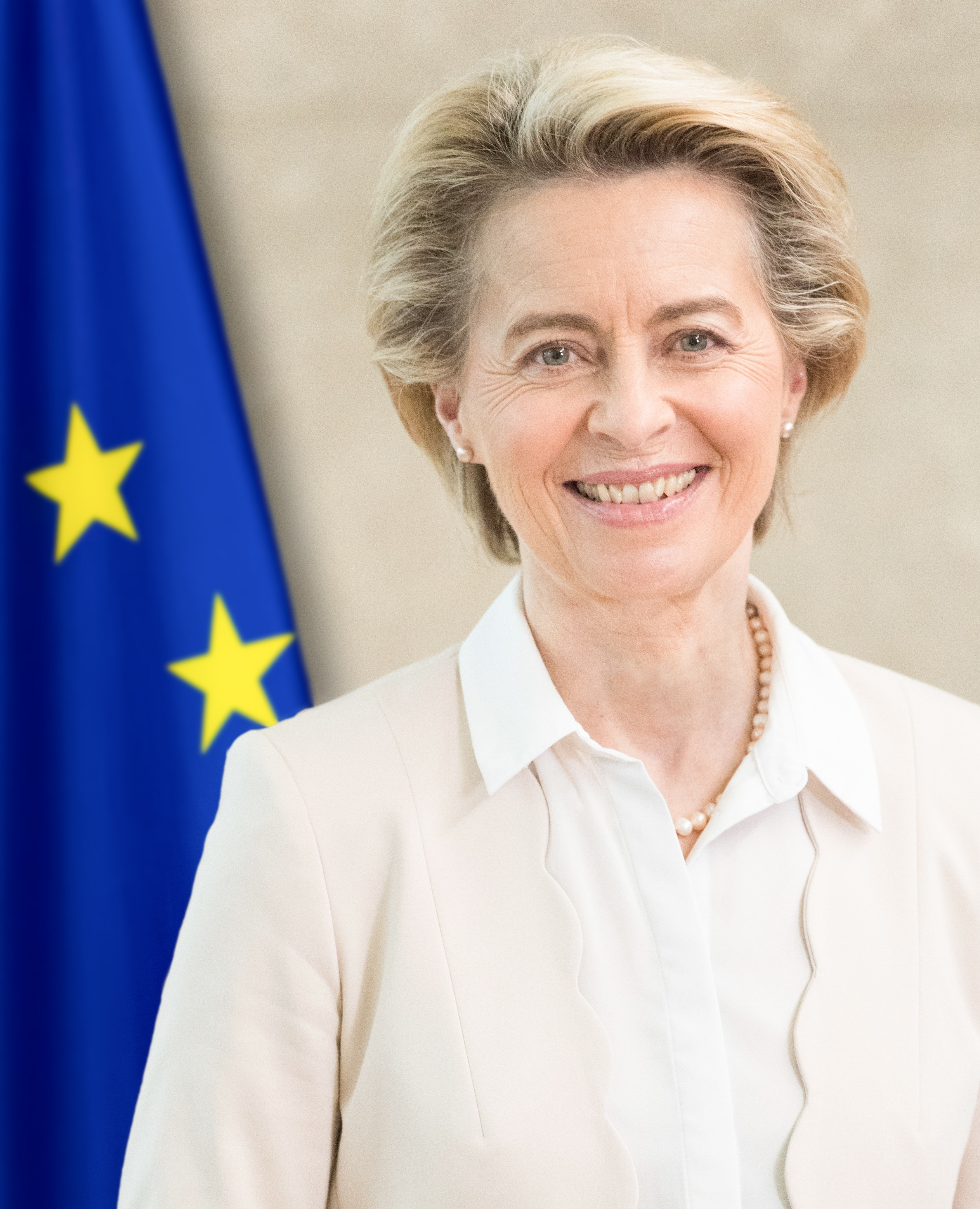
' Ursula von der Leyen, Presidente della Commissione

| I membri del G7 In grassetto lo Stato ospitante | Rappresentato da             | Titolo                                | Vertici precedenti                       |
| ----------------------------------------------- | ---------------------------- | ------------------------------------- | ---------------------------------------- |
| Italia                                          | Giorgia Meloni               | Presidente del Consiglio dei ministri | 2023                                     |
| Canada                                          | Justin Trudeau               | Primo ministro                        | 2023, 2022, 2021, 2019, 2018, 2017, 2016 |
| Francia                                         | Emmanuel Macron              | Presidente                            | 2023, 2022, 2021, 2019, 2018, 2017       |
| Germania                                        | Olaf Scholz                  | Cancelliere                           | 2023, 2022                               |
| Giappone                                        | Fumio Kishida                | Primo ministro                        | 2023, 2022                               |
| Regno Unito                                     | Rishi Sunak                  | Primo ministro                        | 2023                                     |
| Stati Uniti                                     | Joe Biden                    | Presidente                            | 2023, 2022, 2021                         |
| Unione europea                                  | Ursula von der Leyen         | Presidente della Commissione europea  | 2023, 2022, 2021                         |
| Unione europea                                  | Charles Michel               | Presidente del Consiglio europeo      | 2023, 2022, 2021                         |
| Invitati                                        |                              |                                       |                                          |
| Stato                                           | Rappresentato da             | Titolo                                | Titolo                                   |
| Turchia                                         | Recep Tayyip Erdoğan         | Presidente                            | Presidente                               |
| Algeria                                         | Abdelmadjid Tebboune         | Presidente                            | Presidente                               |
| Argentina                                       | Javier Milei                 | Presidente                            | Presidente                               |
| Brasile                                         | Luiz Inácio Lula da Silva    | Presidente                            | Presidente                               |
| India                                           | Narendra Modi                | Primo ministro                        | Primo ministro                           |
| Giordania                                       | Re Abdullah II               | Sovrano                               | Sovrano                                  |
| Kenya                                           | William Ruto                 | Presidente                            | Presidente                               |
| Mauritania Unione africana                      | Mohamed Ould Ghazouani       | Presidente                            | Presidente                               |
| Tunisia                                         | Kaïs Saïed                   | Presidente                            | Presidente                               |
| Emirati Arabi Uniti                             | Mohammed bin Zayed Al Nahyan | Presidente                            | Presidente                               |
| Ucraina                                         | Volodymyr Zelens'kyj         | Presidente                            | Presidente                               |
| Città del Vaticano                              | Papa Francesco               | Vescovo di Roma                       | Vescovo di Roma                          |

- Italia
Giorgia Meloni,
Presidente del Consiglio
- Canada
Justin Trudeau,
Primo ministro
- Francia
Emmanuel Macron, 
Presidente
- Germania
 Olaf Scholz,
Cancelliere
- Giappone
Fumio Kishida, 
Primo ministro
- Regno Unito
Rishi Sunak, 
Primo ministro
- Stati Uniti
Joe Biden,
Presidente
- Unione europea
Charles Michel,
 Presidente del Consiglio europeo
- Unione europea
Ursula von der Leyen, Presidente della Commissione

## Ospiti
Inizialmente era stato comunicato che sarebbero stati presenti i leader di Algeria, Arabia Saudita, Argentina, Brasile, Egitto, Emirati Arabi Uniti, Giordania, India, Kenya, Mauritania, Sudafrica, Tunisia, Turchia, Ucraina e Papa Francesco, ma non hanno partecipato il principe Mohammad bin Salman Al Sa'ud, il presidente Abdel Fattah al-Sisi, il presidente Cyril Ramaphosa.

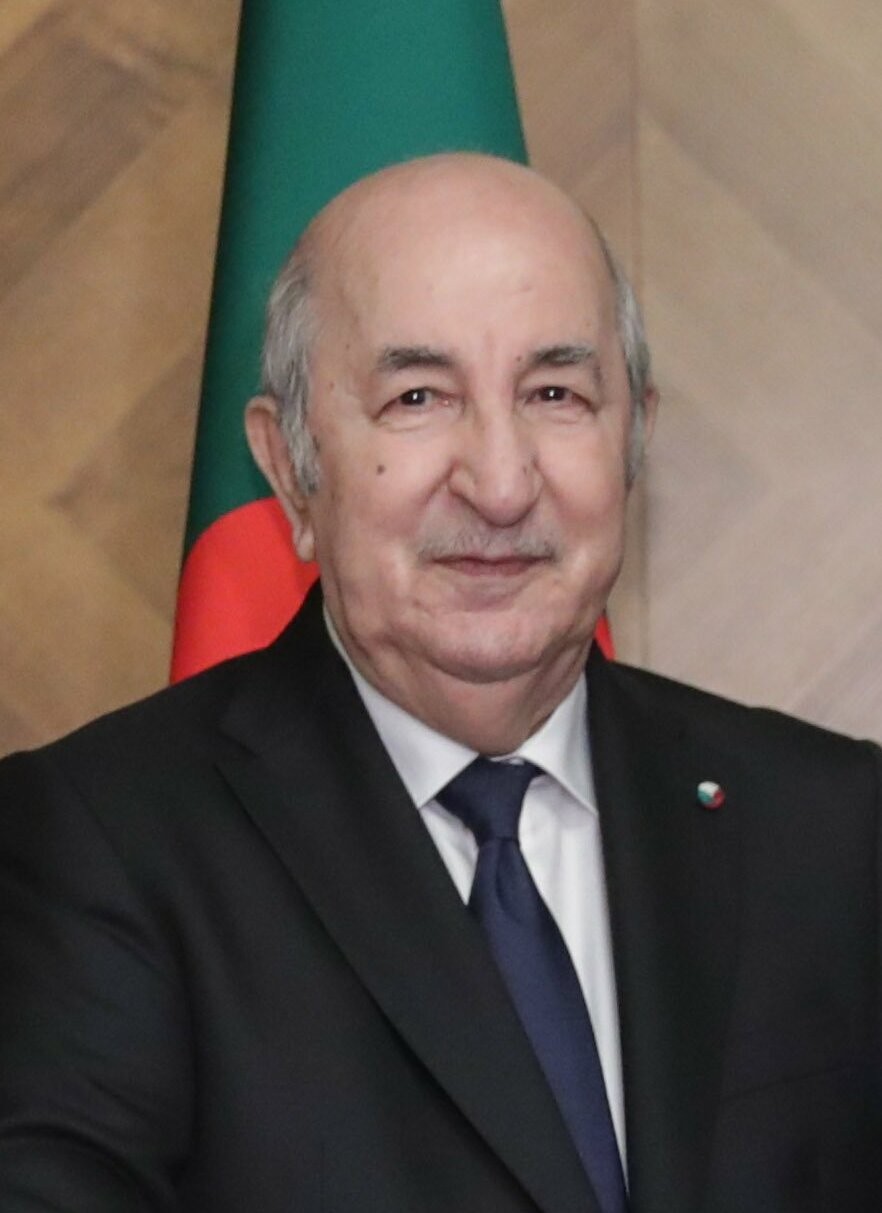
DZA Abdelmadjid Tebboune, Presidente
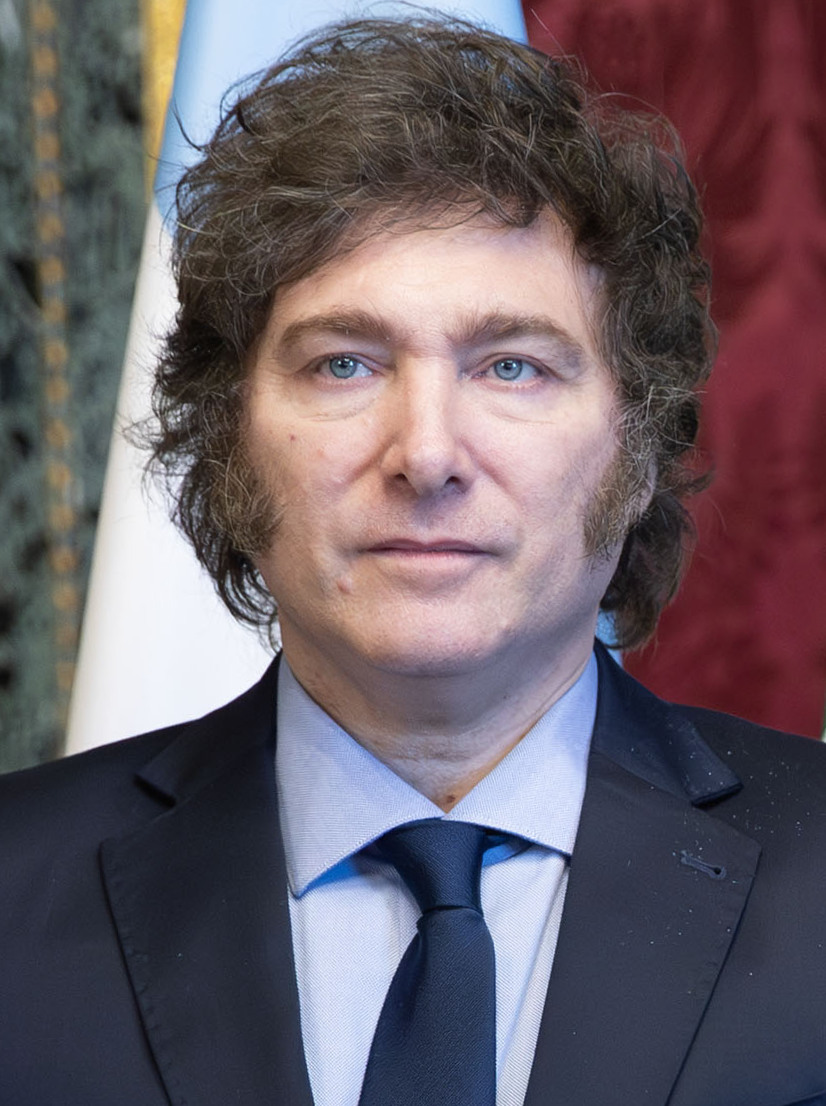
ARG Javier Milei, Presidente
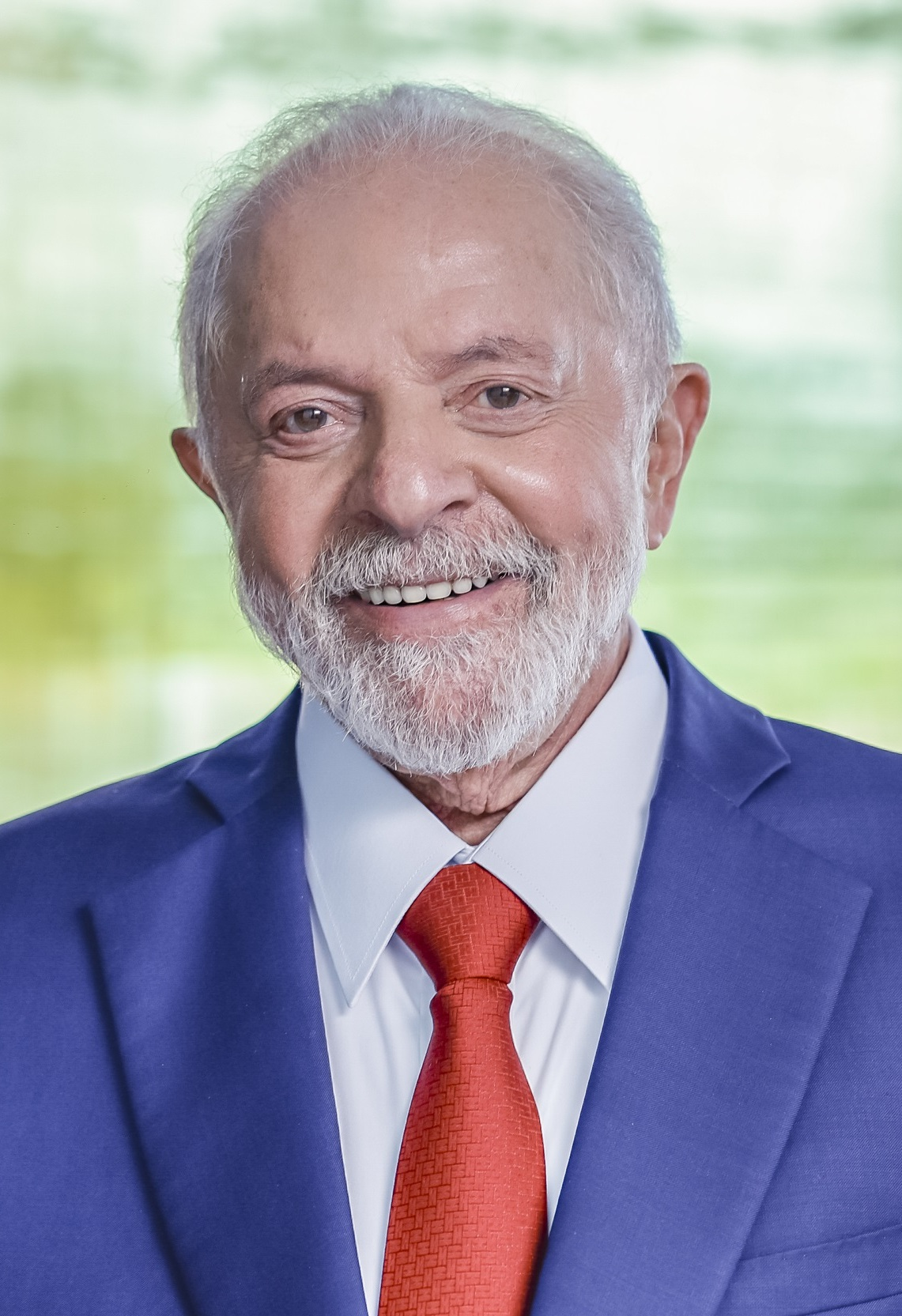
BRA Luiz Inácio Lula da Silva, Presidente
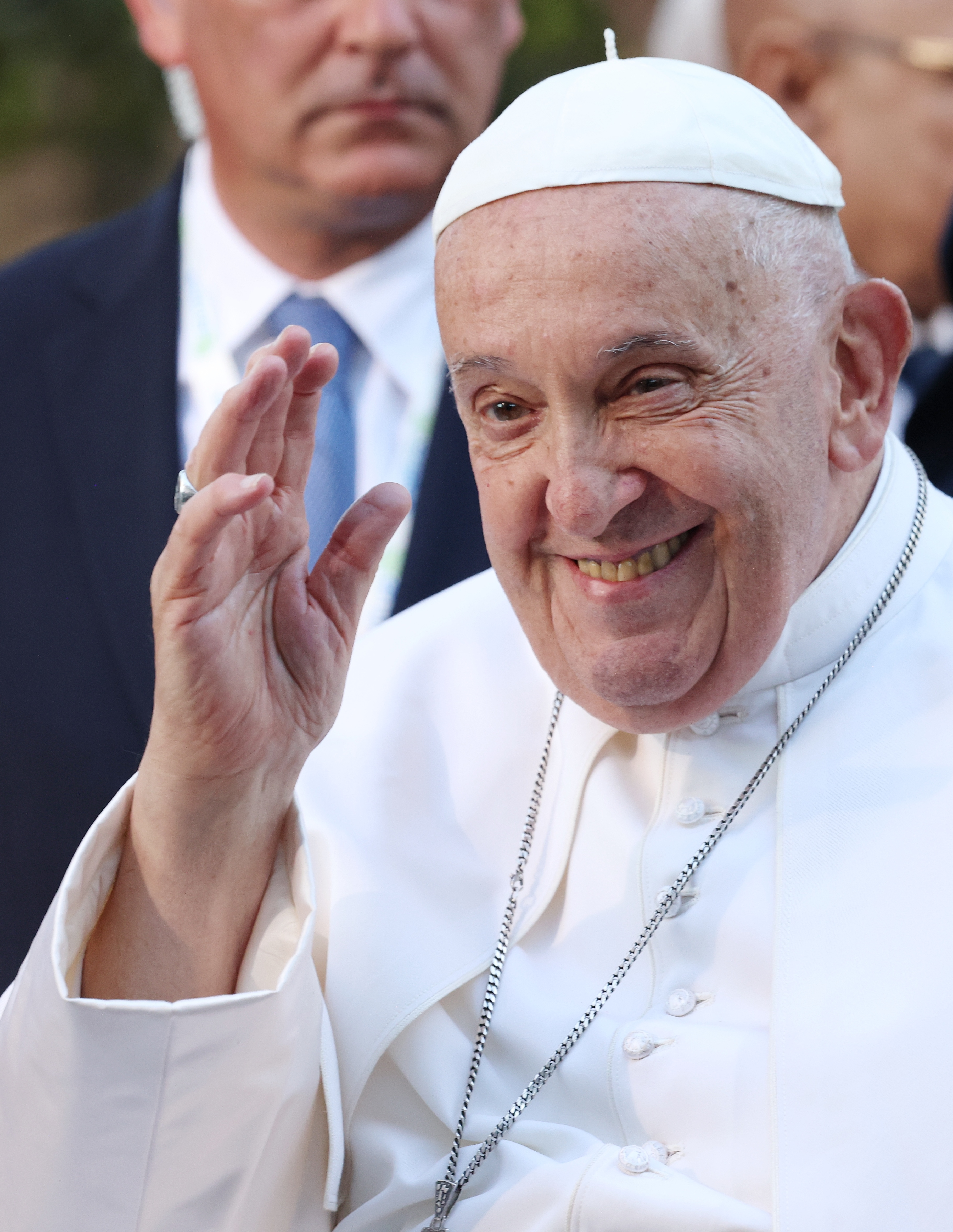
VAT Papa Francesco, Sovrano
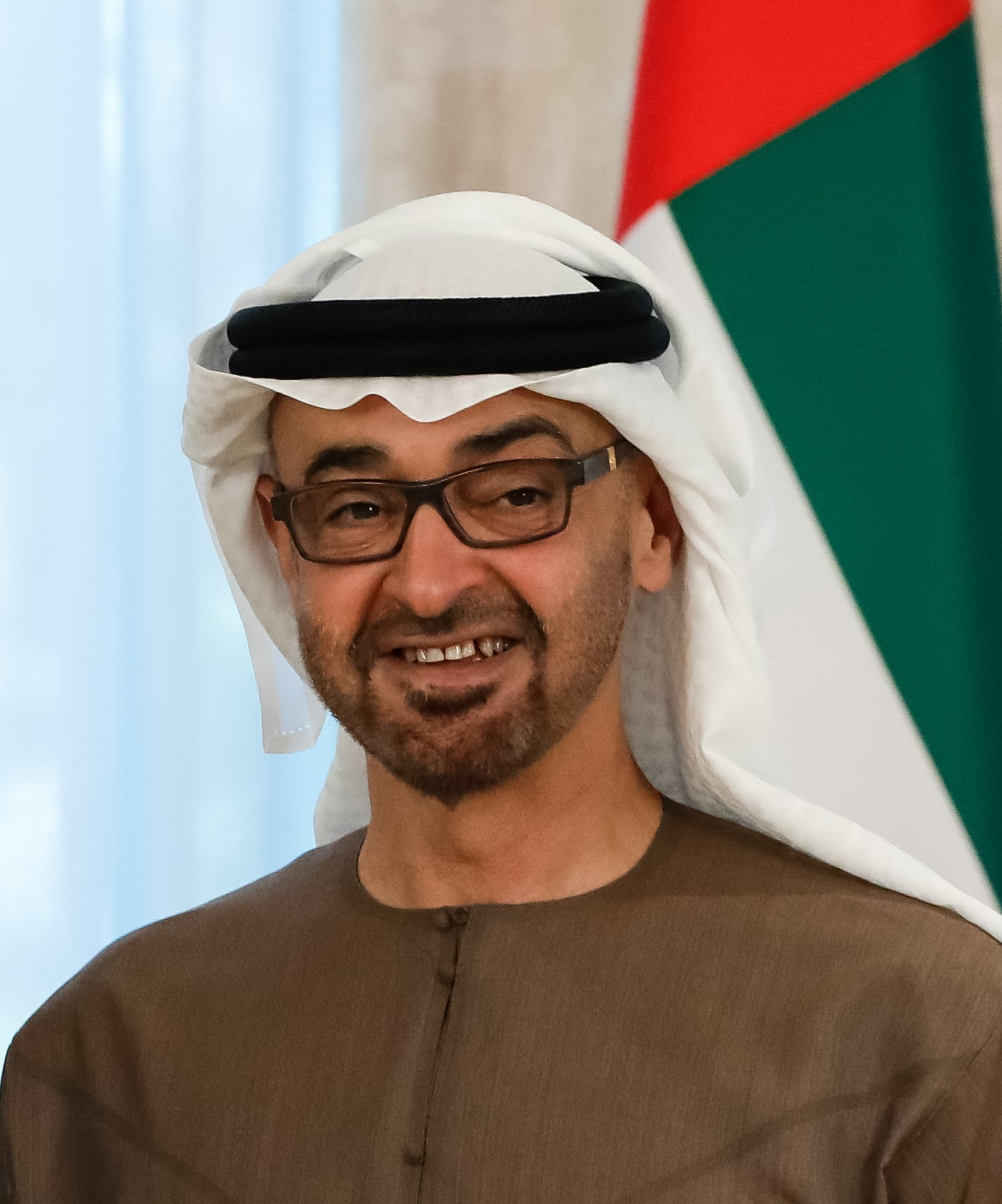
ARE Mohammed bin Zayed Al Nahyan, Presidente
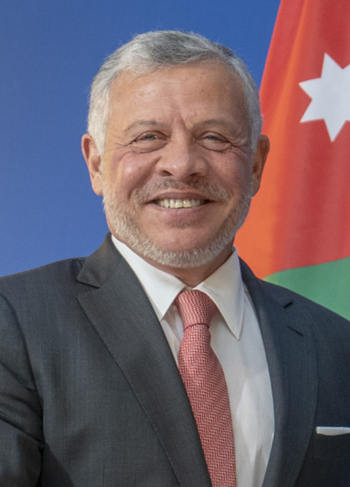
JOR Abd Allah II, Re di Giordania
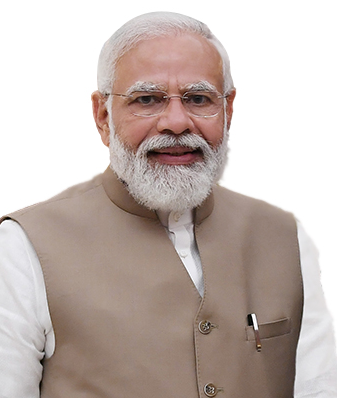
IND Narendra Modi, Primo ministro
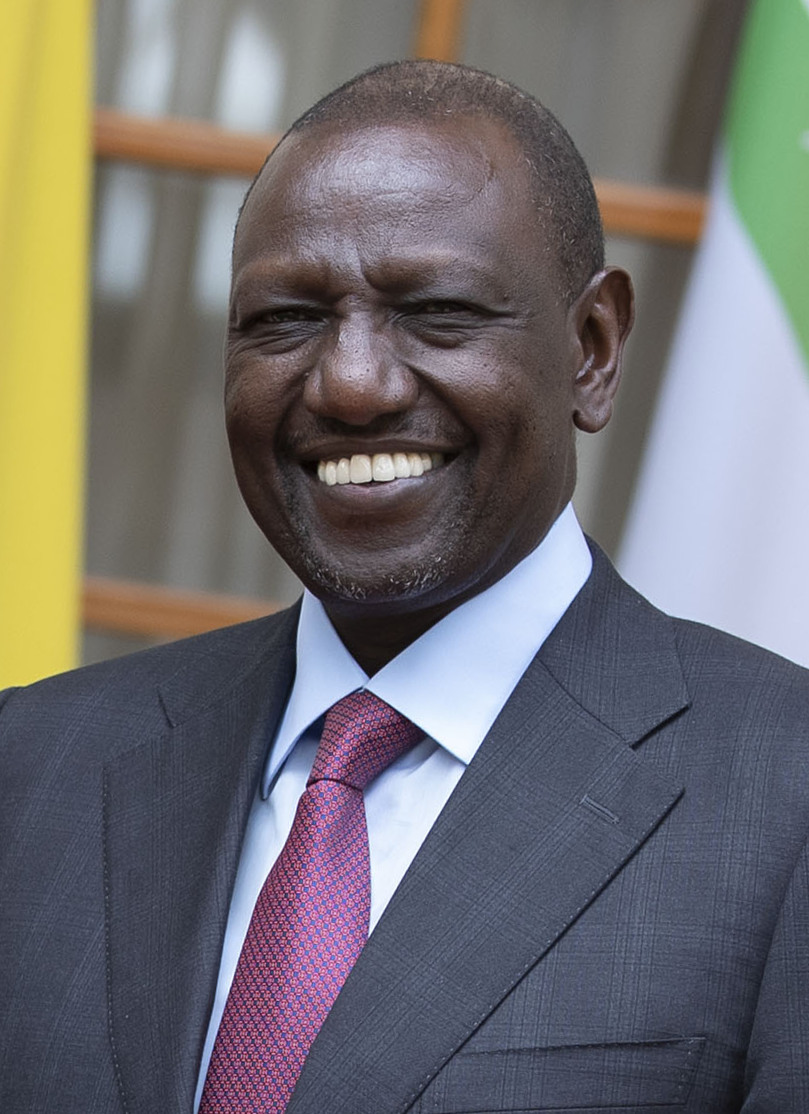
KEN William Ruto, Presidente
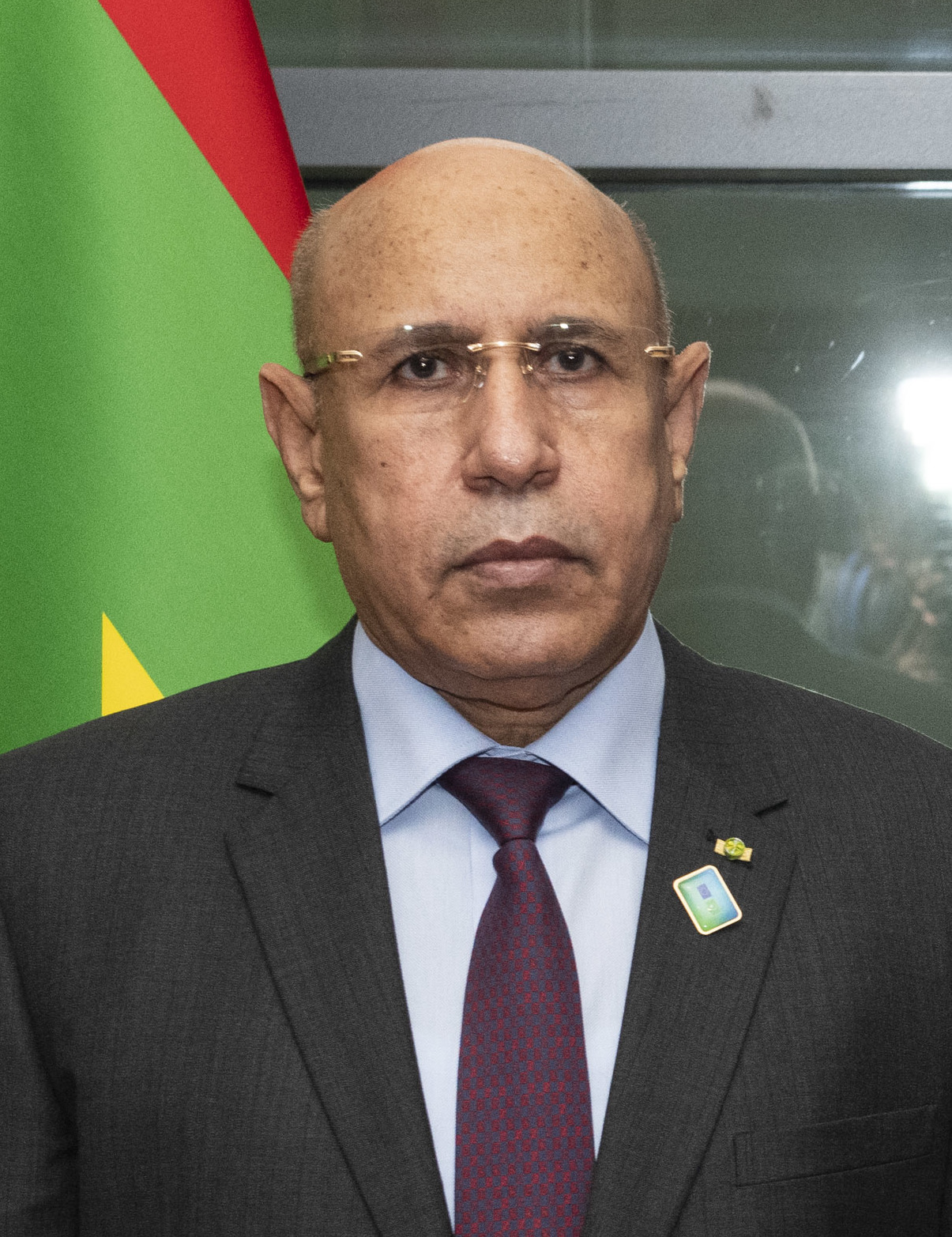
MRT Mohamed Ould Ghazouani, Presidente dell'Unione africana
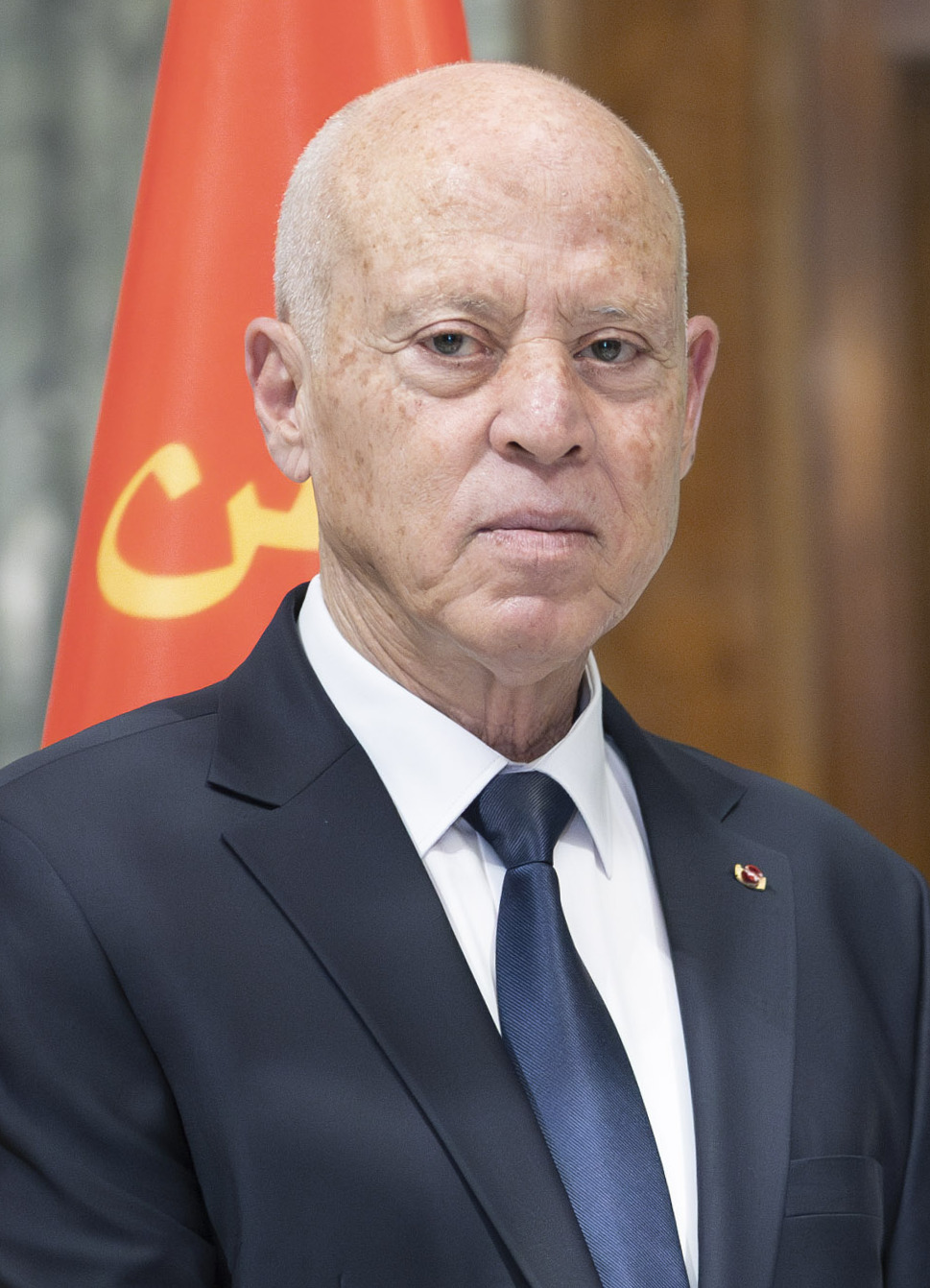
TUN Kaïs Saïed, Presidente
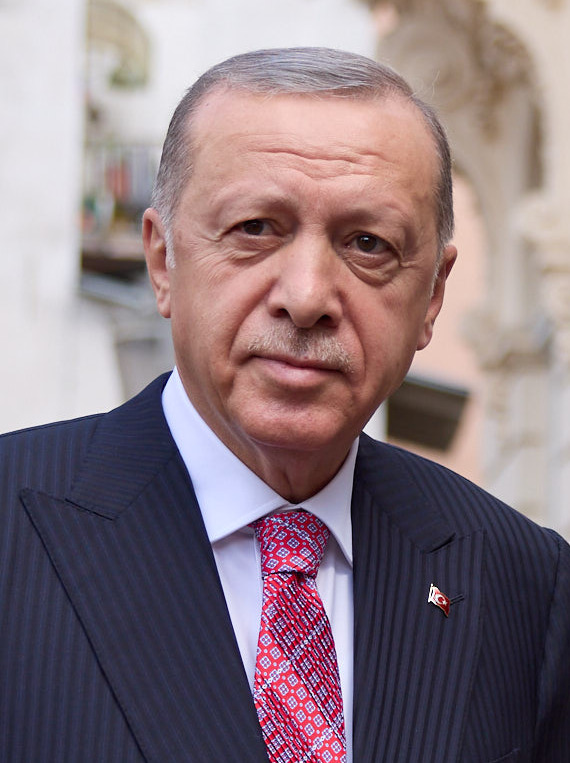
TUR Recep Tayyip Erdoğan, Presidente
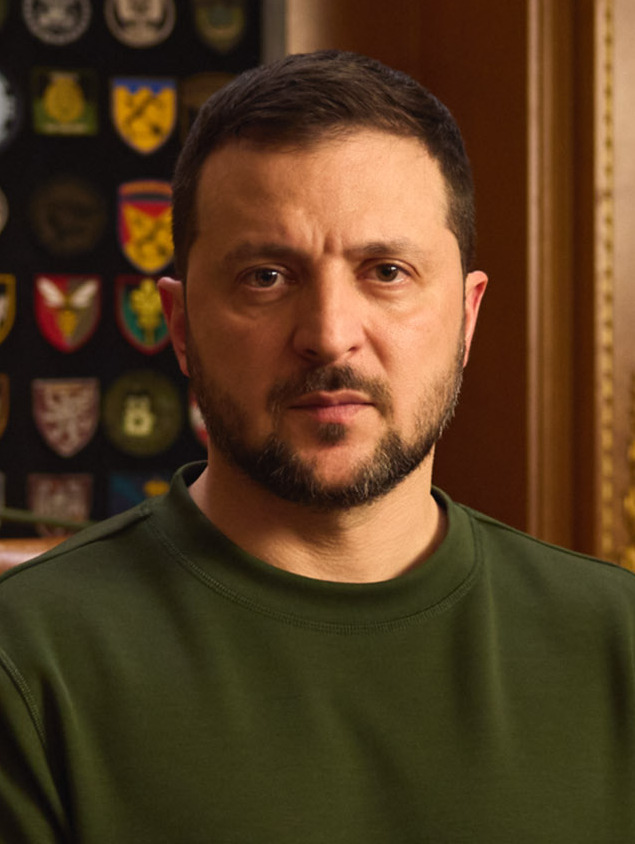
UKR Volodymyr Zelens'kyj, Presidente

- Algeria
Abdelmadjid Tebboune, Presidente
- Argentina
Javier Milei,
 Presidente
- Brasile
 Luiz Inácio Lula da Silva, Presidente
- Città del Vaticano
Papa Francesco, Sovrano
- Emirati Arabi Uniti
Mohammed bin Zayed Al Nahyan, Presidente
- Giordania
Abd Allah II,
 Re di Giordania
- India
Narendra Modi, 
Primo ministro
- Kenya
William Ruto,
 Presidente
- Mauritania
Mohamed Ould Ghazouani, Presidente dell'Unione africana
- Tunisia
Kaïs Saïed,
 Presidente
- Turchia
Recep Tayyip Erdoğan, Presidente
- Ucraina
Volodymyr Zelens'kyj, 
Presidente

## Organizzazioni internazionali

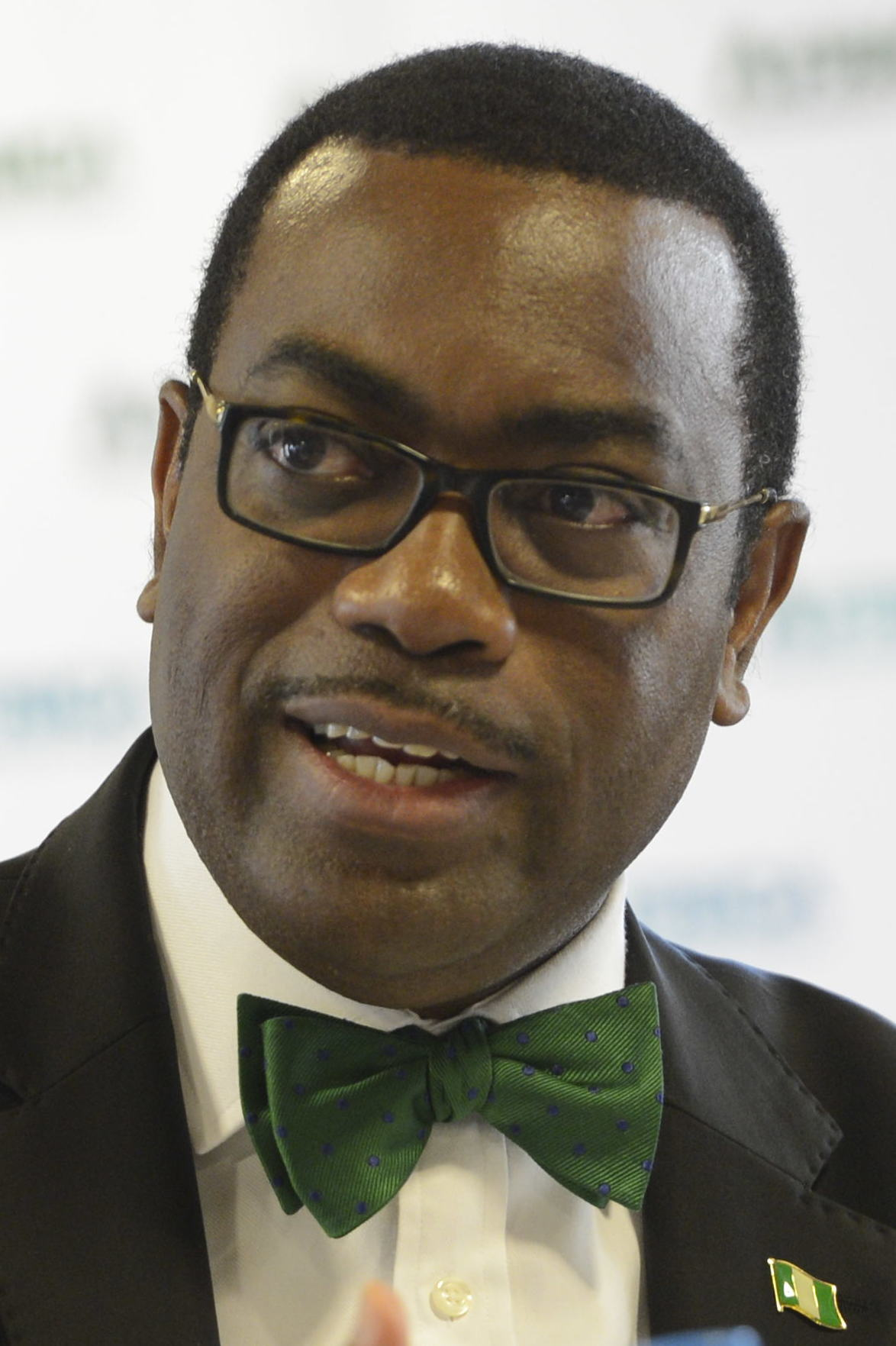
Banca africana di sviluppo (AfDB) Akinwumi Adesina, Presidente
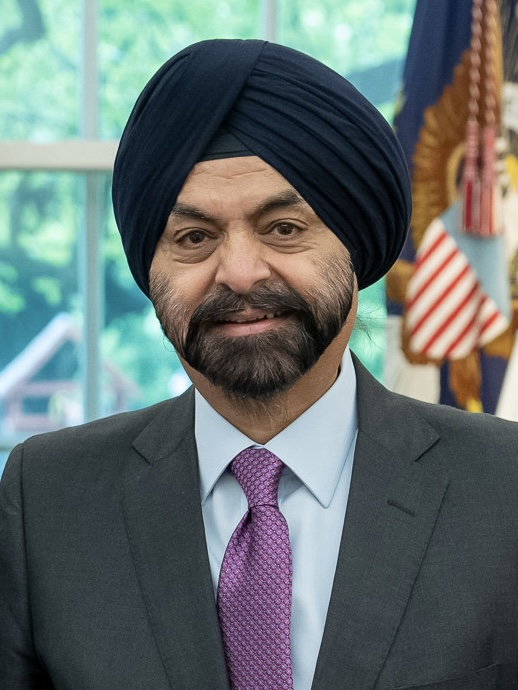
Banca Mondiale Ajay Banga, Presidente
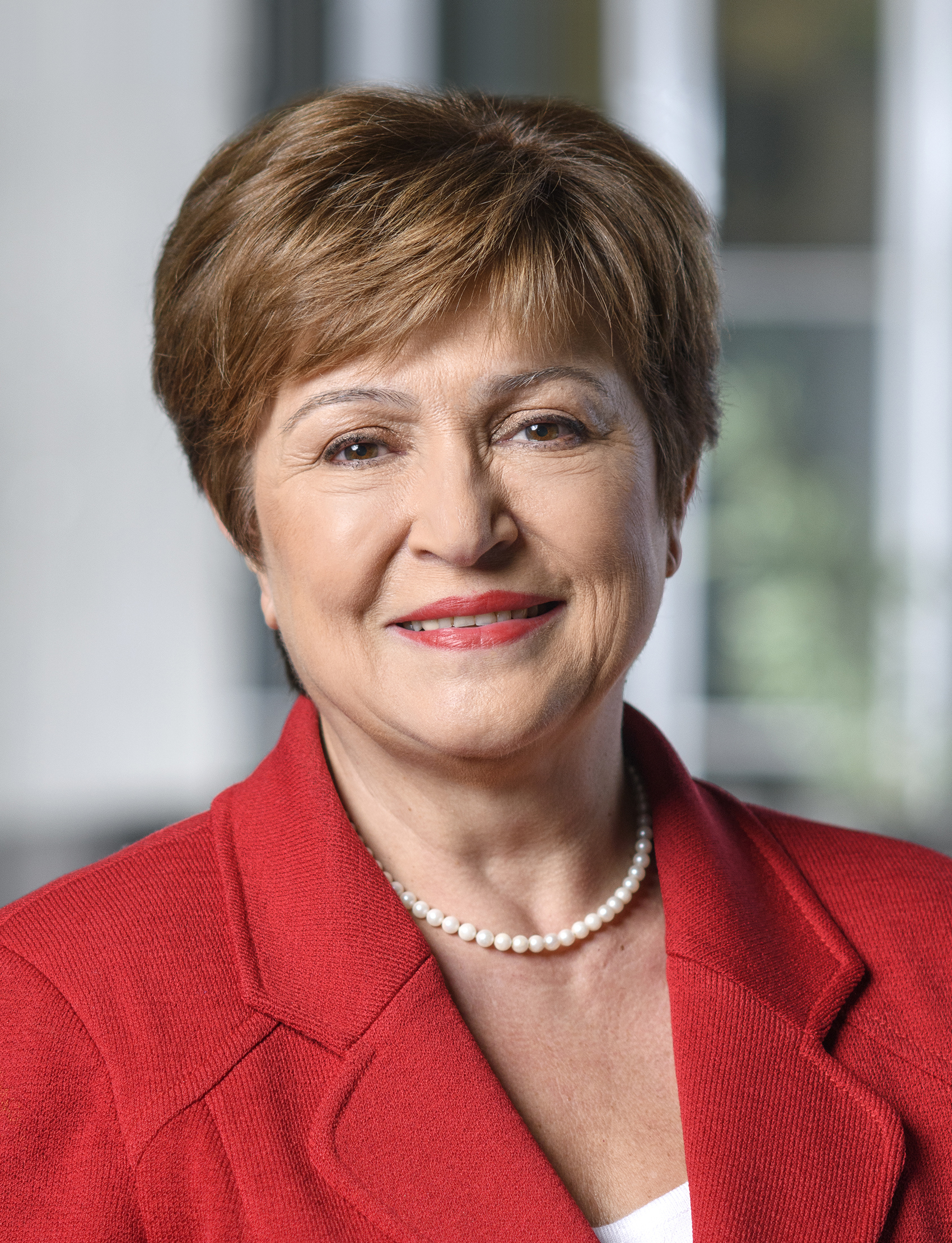
Fondo monetario internazionale Kristalina Georgieva, Direttore operativo
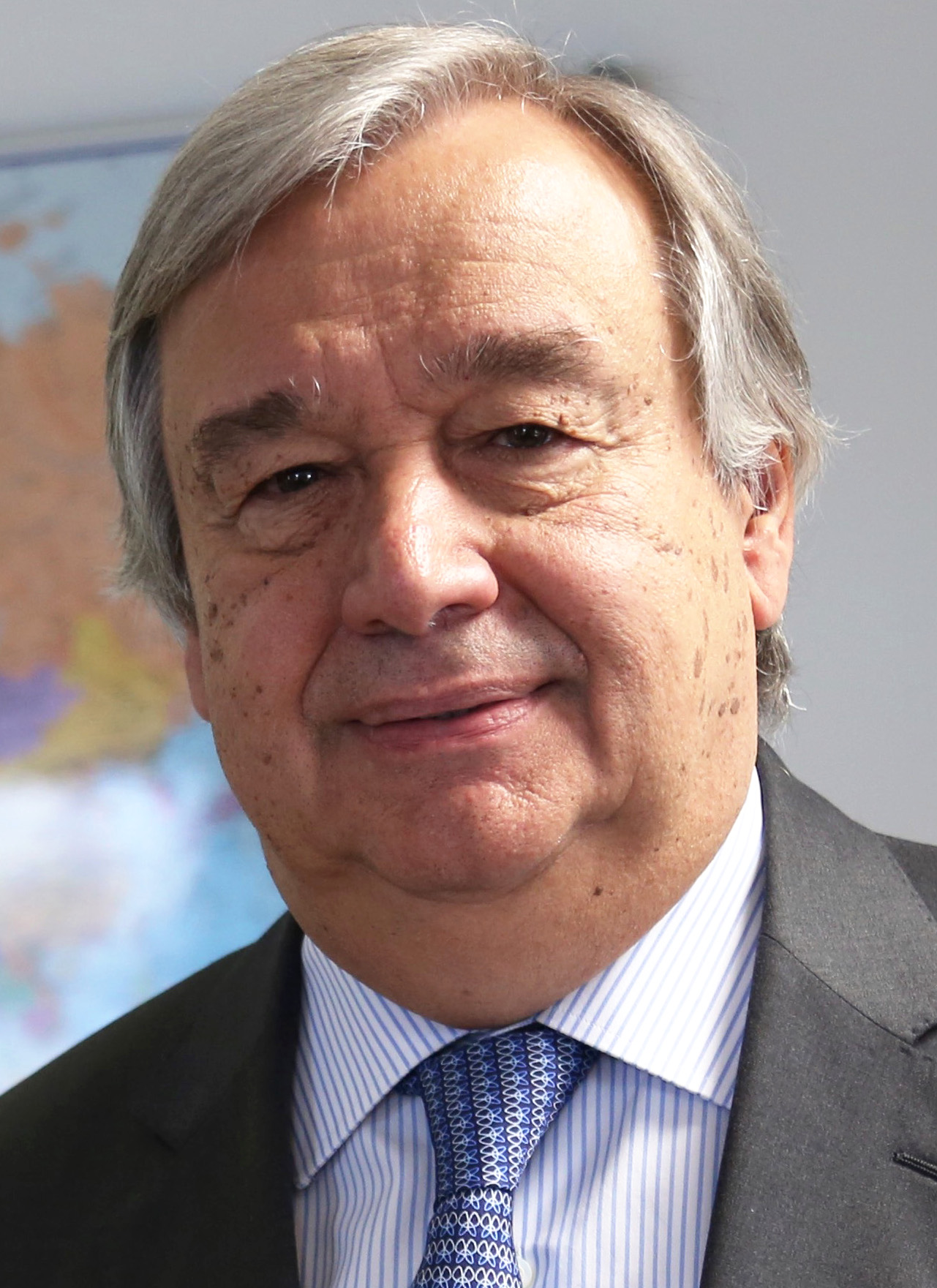
Nazioni Unite António Guterres, Segretario generale
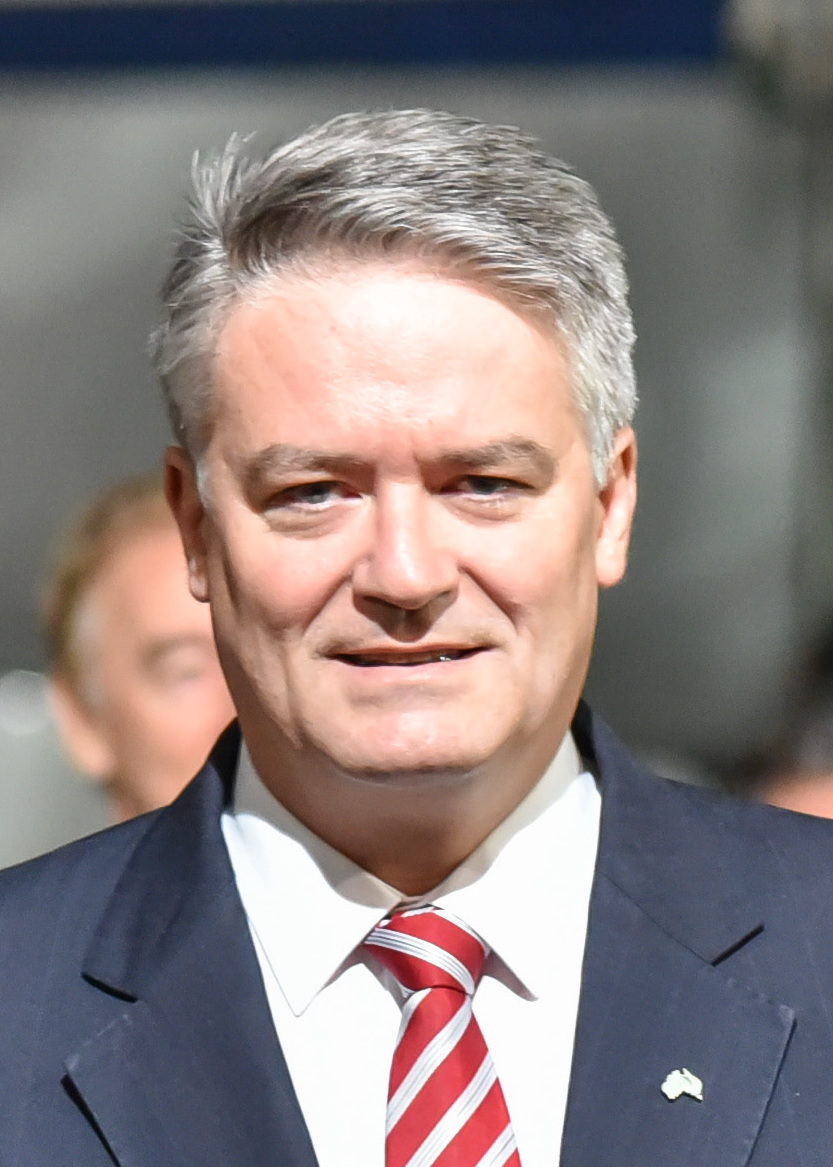
OCSE Mathias Cormann, Segretario generale

## Altri summit nell'ambito del G7
| Data               | Luogo                                     | Riunione                            | Foto |
| ------------------ | ----------------------------------------- | ----------------------------------- | ---- |
| 13-14-15 marzo     | Verona e Trento                           | Industria, tecnologia e digitale    |      |
| 11-12-13 aprile    | Milano                                    | Trasporti                           |      |
| 17-18-19 aprile    | Capri (NA)                                | Esteri                              |      |
| 28-29-30 aprile    | Torino                                    | Clima, energia e ambiente           |      |
| 9-10 maggio        | Venezia                                   | Giustizia                           |      |
| 23-24-25 maggio    | Stresa (VB)                               | Finanze                             |      |
| 27-28-29 giugno    | Trieste                                   | Istruzione                          |      |
| 9-10-11 luglio     | Bologna e Forlì                           | Scienza e tecnologia                |      |
| 16-17 luglio       | Villa San Giovanni (RC) e Reggio Calabria | Commercio                           |      |
| 11-12-13 settembre | Cagliari                                  | Lavoro e occupazione                |      |
| 19-20-21 settembre | Napoli                                    | Cultura                             |      |
| 26-27-28 settembre | Siracusa                                  | Agricoltura                         |      |
| 2-3-4 ottobre      | Mirabella Eclano (AV)                     | Interni                             |      |
| 4-5-6 ottobre      | Matera                                    | Pari Opportunità                    |      |
| 9-10-11 ottobre    | Ancona                                    | Salute                              |      |
| 10 ottobre         | Roma                                      | Industria e innovazione tecnologica |      |
| 14-15-16 ottobre   | Assisi (PG) e Perugia                     | Inclusione e disabilità             |      |
| 15 ottobre         | Cernobbio (CO)                            | Tecnologia e digitale               |      |
| 18-19-20 ottobre   | Napoli                                    | Difesa                              |      |
| 23-24 ottobre      | Pescara                                   | Sviluppo                            |      |
| 3-4-5 novembre     | Roma                                      | Sviluppo urbano sostenibile         |      |
| 4-5-6 novembre     | Firenze                                   | Turismo                             |      |
| 25-26 novembre     | Fiuggi                                    | Esteri                              |      |